# پاپراد
پاپراد (به مجاری:  Páprád) یک منطقهٔ مسکونی در مجارستان است که در ناحیه شیه واقع شده‌است.